# 入間市博物館
入間市博物館（いるましはくぶつかん）は、埼玉県入間市にある博物館である。愛称は「アリット」。

## 概要
狭山茶の生産地として、日本及び世界各地の茶の文化に関する研究活動と情報提供を行っている。館所蔵の「狭山茶の生産用具」は国の登録有形民俗文化財となっている。
常設展示は「こども科学室」「入間の自然」「入間の歴史」「茶の世界」の4部からなる。常設展示のほかに特別展を開催しており、毎年1月･2月に「むかしのくらしと道具展」を開催している。館内には常設展示室、特別展示室のほか、市民ギャラリー、情報センター室、資料閲覧室、体験学習室、講座室などがある。また、館の敷地内にはレストラン「お茶っこサロン一煎」、茶室「青丘庵」、市民広場などがある。
館の愛称のALITは、Art-Archives-Library-Information-Teaの頭文字である。

### 建築概要
- 設計 - 大栄建築事務所
- 監理 - 入間市建設部営繕課
- 施工 - 建築：フジタ、吉沢建設工事共同企業体
- 施工 - 電気：千歳電気工事
- 施工 - 機械：東洋熱工業
- 展示設計・監理 - トータルメディア開発研究所
- 敷地面積 - 45,045.47m2
- 建築面積 - 4,077m2
- 延床面積 - 5,461m2

## アクセス
- 公共交通機関
  - 西武池袋線入間市駅から西武バス「入間市博物館」行終点下車、または「箱根ヶ崎駅」・「二本木地蔵前」行二本木下車徒歩5分
  - 西武池袋線入間市駅・仏子駅から市内循環バスてぃーろーど北コース「入間市博物館」行終点下車
  - 西武池袋線武蔵藤沢駅から市内循環バスてぃーろーど南コース「入間市博物館」行終点下車
- 車
  - 圏央道入間インターチェンジから5分